# Campionato macedone di scacchi
Il Campionato macedone di scacchi si è svolto nella Macedonia del Nord dal 1992 al 2011  per determinare il campione nazionale di scacchi. In seguito, per mancanza di fondi, la Federazione di scacchi macedone (шаховска федерација ha Македонија) ha organizzato annualmente il  campionato macedone open, a cui possono partecipare anche giocatori stranieri.

## Storia
La Repubblica Socialista di Macedonia organizzò il suo primo campionato di scacchi nel 1946; vinse  Pavle Bidev, che lo vinse altre tre volte fino al 1955. Jovan Sofrevski vinse il campionato per un record di 16 volte. Risto Ničevski diventò il più giovane vincitore, all'età di 20 anni, quando vinse il campionato nel 1966; lo vinse in totale cinque volte.

## Albo dei vincitori

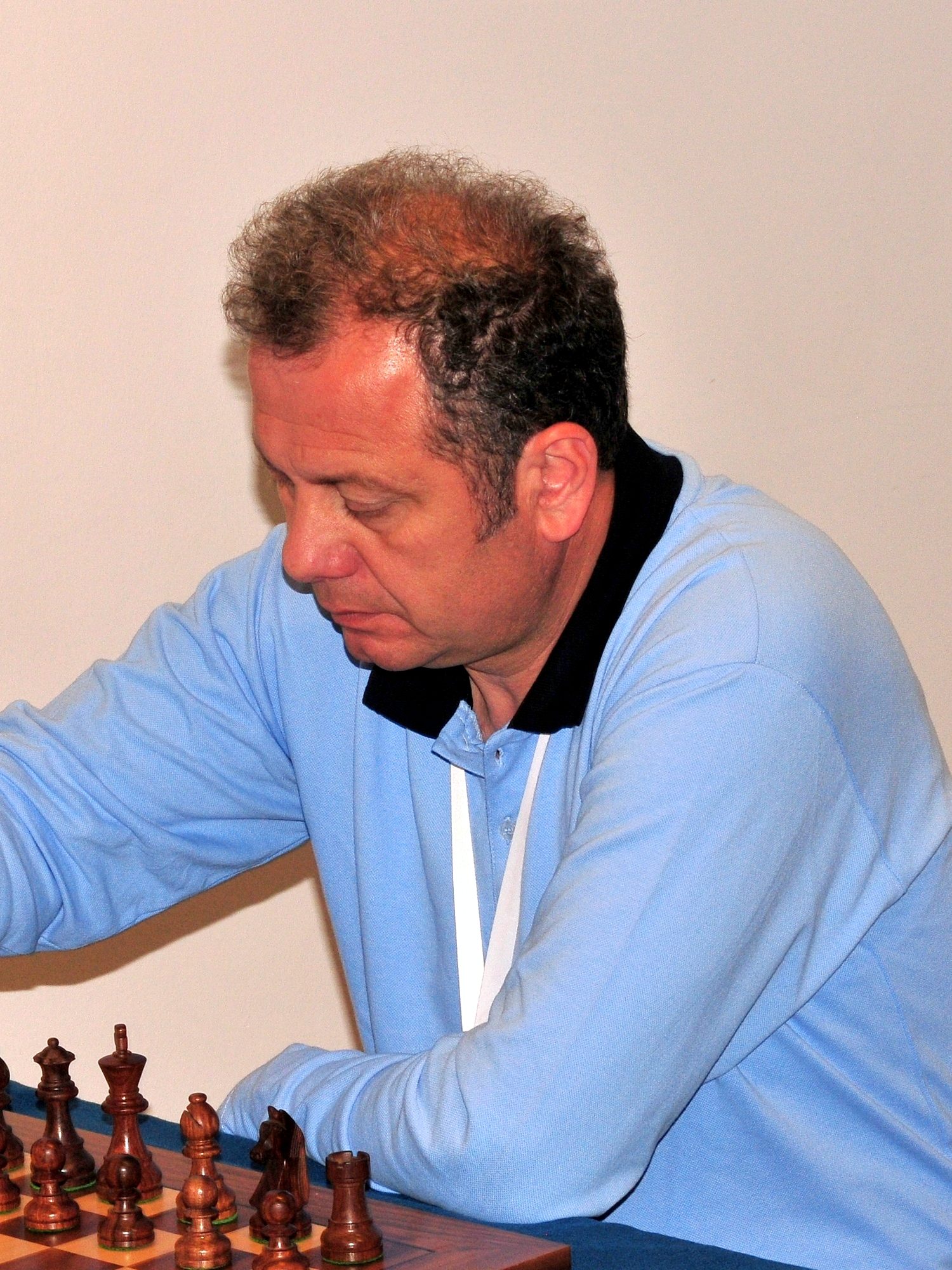
Zvonko Stanojoski, vincitore nel 1992, 2003, 2005 e 2006.

| #  | Anno | Vincitore           |
| -- | ---- | ------------------- |
| 1  | 1992 | Zvonko Stanojoski   |
| 2  | 1993 | Vlatko Bogdanovski  |
| 3  | 1994 | Rolando Kutirov     |
| 4  | 1995 | Vlatko Bogdanovski  |
| 5  | 1996 | Dragoljub Jacimović |
| 6  | 1997 | Trajče Nedev        |
| 7  | 1998 | Dragoljub Jacimović |
| 8  | 1999 | Toni Kiroski        |
| 9  | 2000 | Trajče Nedev        |
| 10 | 2001 | Vanco Stamenkov     |
| 11 | 2002 | Nikola Mitkov       |
| 12 | 2003 | Zvonko Stanojoski   |
| 13 | 2004 | Nikola Vasovski     |
| 14 | 2005 | Zvonko Stanojoski   |
| 15 | 2006 | Zvonko Stanojoski   |
| 16 | 2007 | Vladimir Georgiev   |
| 17 | 2008 | Riste Menkinoski    |
| 18 | 2009 | Vlatko Bogdanovski  |
| 19 | 2010 | Filip Pančevski     |
| 20 | 2011 | Trajče Nedev [2]    |